# Ракув (Мазовецьке воєводство)
Ракув (пол. Raków) — село в Польщі, у гміні Пацина Ґостинінського повіту Мазовецького воєводства.
Населення — 173 особи (2011).
У 1975-1998 роках село належало до Плоцького воєводства.

## Демографія
Демографічна структура станом на 31 березня 2011 року:
|          | Загалом | Допрацездатний вік | Працездатний вік | Постпрацездатний вік |
| -------- | ------- | ------------------ | ---------------- | -------------------- |
| Чоловіки | 82      | 17                 | 56               | 9                    |
| Жінки    | 91      | 15                 | 48               | 28                   |
| Разом    | 173     | 32                 | 104              | 37                   |